# Hypagyrtis mamurraria
Hypagyrtis mamurraria är en fjärilsart som beskrevs av Achille Guenée 1858. Hypagyrtis mamurraria ingår i släktet Hypagyrtis och familjen mätare. Inga underarter finns listade i Catalogue of Life.